# Puente de Rimoria
El puente de Rimoria es un viaducto colgante de uso industrial ubicado en Carrio, en el municipio asturiano de Laviana. El puente une el pozo minero Carrio con la orilla del Nalón en la que está el poblado minero de Barredos. Se trata del puente industrial en uso más antiguo de Asturias hasta el cierre de la mina en 2018, y uno de los más longevos de España.

## Historia
A comienzos del siglo XX se construye un puente que une los yacimientos mineros de Carrio y Rimoria. En 1941 el puente se modifica construyéndose la actual estructura metálica de hierro roblonado. Corrió a cargo de la empresa Duro Felguera, que entonces poseía ya la mina de Carrio, profundizado durante esos años. Fue construido en los talleres de la Fábrica de La Felguera, y su silueta recuerda al puente de Vizcaya.
En 2016 Hunosa, actual propietaria, lleva a cabo su restauración debido al avanzado estado de deterioro a pesar de seguir en funcionamiento (salida de las vagonetas de carbón de Carrio). Para ello realizó una inversión de 200 000 euros.